# Иванов, Сергей Вячеславович
Сергей Вячеславович Иванов (род. 17 июня 1974, с. Хутор-Берёзовка, Тербунский район, Липецкая область, РСФСР, СССР) — российский государственный деятель, глава города Липецка (2015—2019).

## Биография
С. В. Иванов родился 17 июня 1974 года в селе Хутор-Берёзовка Тербунского района Липецкой области. После окончания средней школы поступил в Воронежский государственный аграрный университет, который окончил в 1995 году. В 1995—2002 годах работал в ОАО «Тербунский элеватор» (1995—1999 — заместитель начальника лаборатории, 1999—2001 — заместитель директора, 2001—2002 — директор). В 2002—2005 годах — директор тербунского филиала ЗАО МПБК «Очаково».
С 2005 года Сергей Иванов — на административной работе. В 2005—2007 — заместитель главы, а с 2007 — глава администрации Тербунского района. В 2012 году признан победителем Всероссийского конкурса «Менеджер года в государственном и муниципальном управлении — 2012». В апреле 2015 года назначен заместителем главы администрации Липецкой области (курировал вопросы демографии, социальной защиты, здравоохранения, труда и занятости населения).
29 декабря 2015 года на сессии Липецкого городского Совета депутатов избран главой города Липецка. 
Женат. Воспитывает троих детей.
29 марта 2019 года на внеочередной сессии горсовета депутаты приняли отставку Иванова по собственному желанию. В 2019—2020 годах работал главой администрации Тербунского района Липецкой области. В 2020 году стал фигурантом уголовного дела по п.«в» части третьей статьи 286 УК РФ («Превышение служебных полномочий»). Отстранён судом 28 августа 2020 года от должности главы администрации Тербунского района (на время расследования уголовного дела).